# William Andrew Charlton
Pour les articles homonymes, voir William Charlton et Charlton.
William Andrew Charlton (9 mai 1841-9 novembre 1930) est un homme politique canadien de l'Ontario. Il est député provincial libéral de la circonscription ontarienne de Norfolk-Sud de 1890 à 1904. À partir de 1903, il occupe le porte de président de l'Assemblée législative de l'Ontario.
Il est député fédéral libéral de la circonscription ontarienne de Norfolk de 1911 à 1917 et libéral-unioniste de 1917 à 1921.

## Biographie
Né dans le comté de Cattaraugus dans l'État de New York, Charlton s'établit au Canada avec sa famille en 1849. Il entre en politique provinciale en 1890. Réélu en 1894, 1898 et en 1902, il sert comme président de l'Assemblée législative à partir de mars 1903 jusqu'en avril 1904. Il sert ensuite comme commissaire des Travaux publics de 1904 à 1905.
Entrant en politique fédérale en 1911, il supporte le gouvernement Robert Borden lors de la crise de la conscription de 1917 et change de parti et devient libéral-unioniste. Réélu sous cette bannière lors de l'élection de 1917. Nommé au conseil privé en 1921, il ne se représente pas lors de l'élection générale de 1921.
Son frère, John M. Charlton, représente la circonscription de Norfolk-Nord de 1872 à 1904.